# Кёрнер, Роберт
Роберт Кёрнер (нем. Robert Körner; 21 августа 1924, Австрия — 22 июня 1989) — австрийский футболист и футбольный тренер. Наиболее известен по выступлениям за венский клуб «Рапид», с которым выиграл семь (плюс 2 в качестве тренера) чемпионских титулов. Старший брат Альфреда Кёрнер, также футболиста.

## Клубная карьера
Во взрослом футболе дебютировал в 1942 году выступлениям за венский «Рапид», цвета которого защищал в течение всей своей карьеры, длившейся шестнадцать лет. Большинство времени, проведённого в составе «Рапида», был основным игроком нападения. Всего за венский клуб Брайан сыграл 212 матчей и забил 80 голов.

## Выступление за сборную
В ноябре 1948 года дебютировал за сборную Австрии в игре против сборной Швеции.
В составе сборной был участником  чемпионата мира 1954 в Швейцарии, на котором сборная завоевала бронзовые награды,.
На протяжении карьеры в национальной команде, которая длилась 7 лет, провёл в форме главной команды страны 16 матчей и забил 1 гол.

## Достижения
Как игрок
- Чемпион Австрии:  1946, 1948, 1951, 1952, 1954, 1956, 1957
- Обладатель Кубка Австрии: 1946
- Обладатель Кубка Митропы: 1951

Как тренер
- Чемпион Австрии:  1960, 1964
- Обладатель Кубка Австрии: 1961, 1972, 1976